# Šoltýska
Šoltýska este o comună slovacă, aflată în districtul Poltár din regiunea Banská Bystrica. Localitatea se află la altitudinea de 743 m deasupra n.m., se întinde pe o suprafață de 4,39 km2 și în 2017 număra 105 locuitori.

## Istoric
Localitatea Šoltýska este atestată documentar din 1796.

## Demografie
| An:                | 1994 | 2004    | 2014    | 2024    |
| ------------------ | ---- | ------- | ------- | ------- |
| Număr de persoane: | 184  | 156     | 120     | 71      |
| Diferență:         |      | −15,21% | −23,07% | −40,83% |

| An:                | 2023 | 2024   |
| ------------------ | ---- | ------ |
| Număr de persoane: | 73   | 71     |
| Diferență:         |      | −2,73% |